# Opius meladermatus
Opius meladermatus är en stekelart som beskrevs av Fischer 1972. Opius meladermatus ingår i släktet Opius och familjen bracksteklar. Inga underarter finns listade i Catalogue of Life.